# Florence Auer
 (mai 2019).
Florence Auer (3 mars 1880 – 14 mai 1962) est une comédienne, scénariste et actrice américaine de cinéma dont la carrière a duré plus de cinq décennies. 

## Vie et carrière
Née à Albany, dans l'État de New York, Auer commence sa carrière sur les scènes de la côte Est au début du XXe siècle. Elle commence à apparaître dans des films peu de temps après; sa première apparition a lieu en 1908, dans The Sculptor's Nightmare, du réalisateur D. W. Griffith. L'une des premières " Biograph Girls" (avec l'actrice Marion Leonard), Auer apparaît aux côtés de futurs réalisateurs notables tels que Griffith, Thomas H. Ince, Robert G. Vignola, Harry Solter et Mack Sennett dans leurs débuts d'acteur. Ces premières associations vont contribuer à assurer la longévité d'Auer dans les films lorsque ces anciens acteurs deviendront des réalisateurs remarquables et la choisiront souvent dans leurs films. 
Au début de sa carrière d'actrice de cinéma, Auer apparaît aux côtés d'acteurs et actrices populaires du début du XXe siècle tels que: Florence Lawrence, Florence Turner, Maurice Costello, Owen Moore, Robert "Bobby" Harron et Julia Swayne Gordon. 
Auer apparait dans des films jusqu'aux années 1950, puis passe à la télévision avant de se retirer. Une de ses dernières apparitions dans un film est dans la comédie de 1951 Love Nest, mettant en vedette la jeune Marilyn Monroe. En plus de jouer la comédie, elle a également été scénariste de trois films muets : Edwin Carewe (1916) a réalisé le drame Her Great Price avec Mabel Taliaferro, en 1917, John G. Adolfi a réalisé le drame A Modern Cinderella avec June Caprice et en 1921, Her Mad Bargain, réalisé en 1921 et mettant en vedette Anita Stewart et Arthur Edmund Carewe . 
Elle est décédée à New York, en 1962, à l'âge de 82 ans. 

## Filmographie partielle
- 1917 : Une Cendrillon moderne
- 1925 : La belle ville
- 1946 : Black Angel (non crédité)
- 1948 : Etat de l'Union
- 1949 : Knock on Any Door  en tant que tante Lena (non crédité)
- 1954 : Lode d'argent
- 1955 : Top Gun de Ray Nazarro